# Spruille Braden
Pour les articles homonymes, voir Braden.
Spruille Braden (13 mars 1894 à Elkhorn, dans le Montana – 10 janvier 1978 à Los Angeles) est un diplomate, homme d'affaires et lobbyiste américain, membre du Council on Foreign Relations.
Il a occupé les fonctions d’ambassadeur des États-Unis auprès de plusieurs pays d’Amérique latine, et a été secrétaire d'État assistant pour l'hémisphère ouest sous la présidence de Harry S. Truman, du 29 octobre 1945 au 27 juin 1947.
De tendance interventionniste, Braden a pris part à plusieurs coups d'État en Amérique latine.

## Biographie

### Son milieu social et ses débuts
Le jeune Braden suit les cours de la Montclair Kimberley Academy (une école privée réputée du New Jersey) puis est admis à la Sheffield Scientific School, qui a été la branche scientifique de l'université Yale jusqu'en 1956. Il en sort diplômé d'un PhD MinE (ingénieur des mines diplômé) dans la promotion 1910.
Braden a été l’un des copropriétaires de la Braden Copper Company (la plus grande mine de cuivre du monde, développée par son père) au Chili, et un des actionnaires (et lobbyistes attitrés) de la United Fruit Company.
Il a été aussi un des directeurs de la W. Averell Harriman Securities Corporation.
Il a été agent de la Standard Oil et a participé en sous-main à la guerre du Chaco, meurtrière guerre par procuration qui opposa entre 1932 et 1935 la Bolivie et le Paraguay à propos de supposés champs de pétrole.
Braden était ouvertement opposé à la création de syndicats.
En 1933, Braden a été délégué à la Convention de Montevideo (Uruguay). Il y accompagnait Cordell Hull, secrétaire d'État, J. Reuben Clark (ancien ambassadeur des États-Unis au Mexique), J. Butler Wright (représentant des États-Unis en Uruguay) - et aussi Sophonisba Breckinridge (féministe et militante célèbre, professeur de l'université de Chicago). À l'issue de la réunion, un traité de bon voisinage est signé par les participants (avec quelques réserves de la part des États-Unis, du Brésil et du Pérou).

### Diplomate en Amérique latine

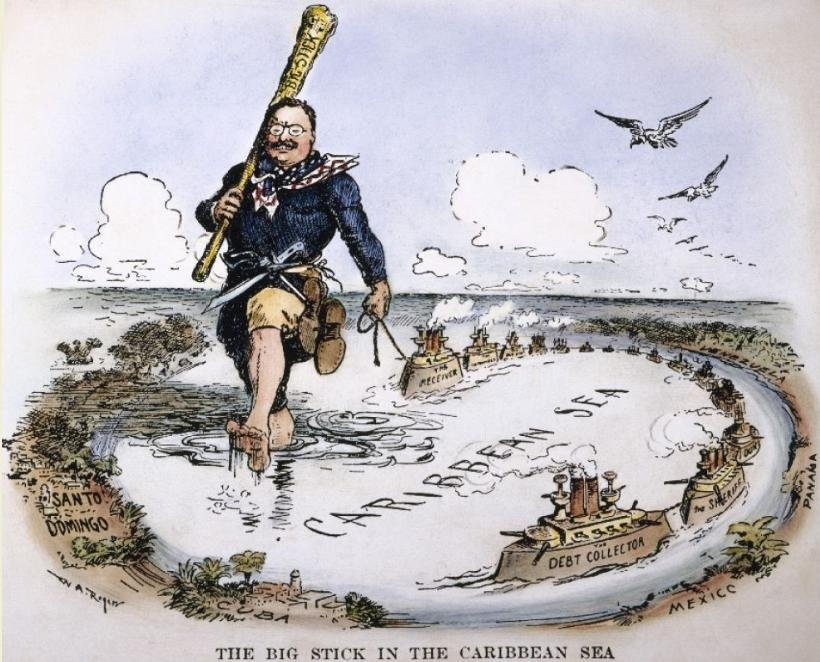
Caricature de 1904 (inspirée de Les Voyages de Gulliver) montrant le président T. Roosevelt pataugeant entre Cuba, Saint-Domingue, le Venezuela, le Mexique et Panama. Presque un demi-siècle plus tard, la doctrine du Big Stick avait toujours de nombreux adeptes dans les classes dirigeantes des États-Unis, et s'appliquait de plus au Chili et à l'Argentine (malgré la Convention de Montevideo de 1933 et l'instauration en théorie de la politique de bon voisinage).

Braden a occupé le poste officiel d'ambassadeur dans plusieurs pays d'Amérique latine, où sa présence a coïncidé avec des périodes de crise politique, voire des coups d'État.
Il a été ambassadeur en Colombie de 1939 à 1942. Succédant à George S. Messersmith, Braden est ensuite (de mai 1942 à avril 1945) ambassadeur des États-Unis à Cuba.
Comme ambassadeur des États-Unis en Argentine (il le sera officiellement pendant cinq mois, du 21 mai au 23 septembre 1945, après quoi il sera nommé à Washington), Braden (avec l'aide de son assistant Gustavo Durán) entre en campagne et s'immisce dans la politique locale en militant contre l'ascension au pouvoir de Juan Perón.
Dans ses discours, Braden appelle Perón « el Hitler del mañana » (« le Hitler de demain ») et appelle les Argentins à soutenir la formation politique Unión Democrática.

« Tout se présentait bien pour ce groupe politique (Unión Democrática) qui se présentait comme un front anti-fasciste, lorsque survinrent deux faits qui eurent une profonde influence sur le résultat de la campagne électorale. Le premier fut la révélation qu'un chèque important avait été offert par une organisation patronale à Unión Democrática - et le 2e fut la publication (le 12 février) du Libro Azul (Livre Bleu) imprimé par le département d'Etat à la diligence de Braden. Le Libro Azul, en produisant comme preuves des documents de source allemande et autres, accusait les gouvernements argentins successifs (depuis celui de Castillo) d'être inféodés aux régimes fascistes, et accusait aussi Perón de vouloir suivre leurs traces. Ce livre, qui était manifestement destiné à influencer le vote des Argentins et à les écarter de Perón, fut publié dans les grands journaux et distribué par Unión Democrática. Perón se défendit, présenta le Libro Azul comme la preuve de l'ingérence nord-américaine dans la politique de l'Argentine, et fit circuler le slogan Braden o Perón. Le 24 février 1946, après des élections régulières, le ticket Perón-Quijano obtint 52,4 % des voix, contre 42,5 % à  Unión Democrática. »

Robert Crasweller a écrit dans Perón and the Enigmas of Argentina que Braden avait certes parlé à de très nombreux anti-péronistes, mais n'avait pas compris que ses opinions n'étaient pas celles de la majorité des Argentins; son immixtion irrita la plupart des électeurs, et eut pour résultat d'accroitre la force du mouvement en faveur de Perón et contre l’interventionnisme nord-américain.
À Washington, six jours avant les élections générales du 25 février 1946 en Argentine, Braden convoque les représentants de certaines républiques d'Amérique latine et accuse ouvertement Perón d'être anti-Nations unies, d'être favorable aux ex-puissances de l'Axe et de vouloir protéger leurs intérêts économiques et industriels, tout en négligeant les droits de l'homme :

« Un soir de cette semaine, les chefs des missions diplomatiques d'Amérique du Sud à Washington ont secoué la neige de leurs chaussures et sont entrés à la file à Blair House, sur Pennsylvania Avenue. Une seule nation n'était pas représentée : l'Argentine. Quelques instants plus tard, ce voisin était accusé en son absence d'à peu près tous les crimes possibles contre la démocratie. Ce sévère réquisitoire figurait dans une brochure de 130 pages, et en des termes qu'on ne voit utilisés que lorsqu'une déclaration de guerre va suivre. Les brochures étaient présentées aux diplomates sud-américains par deux officiels du département d'État, l'urbain Dean Acheson et le costaud Spruille Braden, ex-ambassadeur à Buenos Aires et ennemi déclaré... »

 Mais à Buenos Aires Perón, qui était auréolé par son récent mariage avec Eva Duarte et qui venait de nationaliser la Banque centrale et de rendre obligatoires les étrennes de Noël pour les salariés, était déjà sur le chemin du pouvoir.

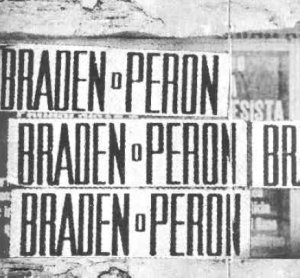
Début 1946 en Argentine : Gustavo Durán a aidé Braden a rédiger ses discours et son Libro Azul contre Juan Perón. En réponse, Perón diffuse son Libro Azul y Blanco et le slogan Braden o Perón.

Pendant la présidence de Harry S. Truman, Braden est (du 29 octobre 1945 au 27 juin 1947) deuxième secrétaire d'État assistant pour l'hémisphère ouest et s’oppose violemment à George S. Messersmith (ancien ambassadeur à Mexico et à Cuba et futur ambassadeur en Argentine) au sujet de la politique étrangère des États-Unis en Amérique latine ; Messersmith perdra finalement son poste au département d'État.
Depuis 1948, Braden était lobbyiste attitré de la United Fruit Company. Quand les intérêts de la United Fruit sont menacés au Guatemala par la réforme agraire du président Jacobo Arbenz Guzmán, Braden conseille l'intervention armée aux présidents Truman puis Eisenhower et aide à la préparation du coup d'État mené par la CIA : l'opération PBSUCCESS renverse Arbenz Guzmán en 1954.
Dès son investiture (le 1er mai 1967) le nouveau président du Nicaragua Anastasio Somoza Debayle décerne la grand-croix de Rubén Darío (l'une des plus hautes décorations du pays), à l'ambassadeur Spruille Braden et à son épouse Verbena, pour « leurs efforts incessants en faveur de la liberté en Amérique Latine ».
Braden avait dit « En diplomatie, finesse et patience sont valables (comme en boxe) lorsque s’appliquent les règles du Marquis de Queensberry, mais elles peuvent amener à la défaite lorsqu’on les applique dans une bagarre sauvage comme celle qui nous oppose au Kremlin. On doit souvent combattre le feu par le feu. Personne n’est plus opposé que moi à l’intervention dans les affaires internes des autres nations. Mais… nous pouvons être forcés à intervenir… Je voudrais rendre clair ceci : comme le Communisme est de toute évidence un problème international et non pas interne, sa suppression, même par la force, dans un pays d’Amérique, par une ou plusieurs des autres républiques, ne peut constituer une intervention dans les affaires internes du dit État. ».

### Vie personnelle
Braden parlait parfaitement l'espagnol. Il a eu deux épouses : Maria Humeres Solar (1915-1962) et Verbena Williams Hebbard (1964-1977). Ses enfants sont Maruja Lyons, Laura Iselina Young, William Braden, Patricia Clark, et Spruille Braden, Jr.
Braden a été de 1967 à 1973 président du Metropolitan Club of New York, fondé en 1891 par John Pierpont Morgan.
En 1971, son livre Diplomats and Demagogues: the Memoirs of Spruille Braden est publié par New Rochelle, Arlington House.
Braden a vu l'immense mine de cuivre El Teniente (ouverte par son père) nationalisée par le Chili en 1967 ; cette mine avait été en 1945 le théâtre d'une des plus meurtrières catastrophes jamais survenues dans une mine : la « tragédie de la fumée », 355 morts.

### Mort
Le 10 janvier 1978, pendant qu'il combat les traités de Torrijos-Carter, Braden fait une attaque cardiaque et meurt à Los Angeles, à 83 ans.